# Phillip Holzmüller
Phillip Holzmüller né le 13 août 2001, est un joueur allemand de hockey sur gazon. Il évolue au poste de défenseur au Münchner SC et avec l'équipe nationale allemande.

## Carrière
Il a débuté en équipe première le 14 avril 2022 contre l'Inde à Bhubaneswar lors de la Ligue professionnelle 2021-2022.

## Palmarès
- : 2e à la Coupe du monde U21 en 2021
- : 2e à l'Euro U21 en 2022